# 용호동 W
더블유(영어: W) 혹은 더 더블유(영어: The W)는 대한민국 부산광역시 남구 용호동에 위치한 초고층 고급 주상복합 아파트 단지이자 부산광역시에서 4번째로 높은  마천루이다. 1488세대의 최고 69층, 247m 높이의 아파트 총 4개동과 W스퀘어로 구성되며 아이에스동서가 건축가, 소유주를 맡았다. 2014년에 착공하여 2018년 3월에 완공되었고 2018년 4월 10일에 입주를 시작했다.
W의 의미는 로마 문자의 23번째 글자이며 아이에스동서가 개발 전에 명칭을 정했다. 원래 시행사만 아이에스동서이고 대우건설이 시공할 계획이었으나, 아이에스동서가 최고 69층짜리 초고층 주상복합 아파트 단지 및 W스퀘어를 개발하였다. 엘리베이터 51대, 에스컬레이터 26대가 있다.
아파트 및 주변 시설 구성은 총 4동의 69층짜리 1488세대의 고급 아파트 단지로 구성되어 있으며, 상가에는 고급쇼핑몰, 대형마트 등 시설이 있다. 아파트 및 부대복리시설, 대형 할인점 및 판매/문화시설으로 구성되어 있는 W스퀘어가 위치하고 있다.

## 역사
원래 이 부지는 쌍용건설이 주상복합 아파트를 지을 부지였다. 그러나, 쌍용건설의 재정 상태가 악화되며 무산이 되었고 이후 아이에스동서가 최고 30층 높이의 11개동 규모의 주거용 오피스텔 건축을 계획했지만 2013년에 착공한다면, 2015년 ~ 2016년에 완공 및 입주예정이였다. 이후 계획이 변경되어서 4개동 69층 높이의 초고층 주상복합 아파트를 짓는것으로 변경되었고 2014년에 분양 및 착공하였다. 이후 2014년 2월에 연속벽&RCD 착수, 2014년 3월에 분양, 8월에 연속벽&RCD 완료, 2015년 4월에 기초공사 착수, 6월에 토공사 완료, 2016년 1월에 커튼월 착수, 6월에 저층부 골조 완료, 11월에 50층 이상 돌파하였다. 2017년 3월에 지상층 골조 완료, 5월 중순에는 69층까지 올라갔다. 커튼월 착수는 6월에 완료되었고 9월에 현대엘리베이터의 고속 엘리베이터를 설치했다. 2018년 3월에 완공되었고 4월 10일에 입주를 시작했다.

## 디자인
프랑스 모더니즘 건축가 로랑 살로몽 교수가 2012년에 설계한 초고층 주상복합 아파트 W는 전 세대(98%)에서 바다를 감상할 수 있도록 완성된다. 프랑스 건축가인 로랑 살로몽의 직업은 국립파리 - 벨비 건축대 교수, 프랑스 건축가 협회 회장, 프랑스 정부 고문 건축가 역임이며 그 건축가가 W의 설계를 맡았다.

## 특징

### 아파트
최고 69층 및 4개동과 내부에는 아파트가 들어서고 지하 1층에서 6층까지의 지하주차장이 위치한다. 태양광 집광판은 A동과 D동에 위치하고 31층부터 63층까지에 설치되어 있다. 건물이 유리로 되어 있고 이 높은 곳에서 광안대교를 볼 수 있고 바다도 볼 수 있게 된다. 밤에 조명이 켜지면 멀리 떨어진 곳에서 밤 문화를 즐길 수 있게 된다. 이 아파트에서는 생활을 하고 첨단시스템(홈네트워크 시스템, 거실 홈네트워크 WALL PAD, 주방TV폰, 일괄 소등 스위치)이 있으며 욕실, 주방, 거실, 화장실이 들어선다.
GPS 안테나(구조물 반응 모니터링)는 구조물 변위계측 및 지붕층 1개가 있고 풍향풍속계(외력 모니터링)은 풍향, 풍속 계측 및 지붕층 1개, 최상층가속계(구조물 반응 모니터링)는 구조물 가속도 계측과 69층 3개, 중간층가속계(구조물 반응 모니터링)는 구조물 가속도 계측과 30층 3개, 자유장가속도계(외력 모니터링)은 지진동 계측 및 건물외부 1개, 데이터로거분석서버(시스템구축)는 실시간 DATA 획득/분석 및 통합방재실 1개의 세트가 있으며 3축 가속도계(구조물 반응 모니터링)는 구조물 가속도 계측과 지하 3층에는 1개가 있다.

### 엘리베이터
현대엘리베이터의 제품이 설치되었으며 내부에는 터치패드가, 총 51대가 설치되어 있다. 엘리베이터 탑승시 카드키가 필요하며 운행 시스템은 저층운행은 A,D동(1층 ~ 29층) 3대와 B,C동(1층 ~ 34층) 4대가 배치되어 있다. 고층운행은 각동 4대(비상시 2대 전층운행)와 비상용 승강기는 각동 1대, 셔틀용은 각동 2대, 판매시설용은 총 9대가 있다. 카드키를 인식기에 찍으면 엘리베이터가 자동으로 카드키에 등록된 목적층까지 갈 수 있다. 속도는 저층용 180m/min, 고층용 240m/min으로 매우 빠르고 1층부터 69층까지 1분안에 갈수 있다.

### 보안
고급 주상복합 아파트답게 보안시스템이 매우 철저하며 주차관제 - 주차장 - 로비 - 엘리베이터 홀 - 세대 현관까지의 5단계의 출입관리 시스템이 적용되어 있다.

## 시설
용호동의 W 아파트는 지상 69층으로 구성되어 있으며 내부 시설에는 지하주차장, 로비, 아파트, 피난안전구역이 들어선다. 아파트는 대규모 아파트라 거주가 가능하고 30층, 57층에는 피난안전구역이 있다. 주차장은 지하 1층 ~ 지하 6층에 있으며 지하 1층 ~ 지하 2층은 상가전용 지하주차장, 지하 3층 ~ 지하 6층은 아파트용 지하주차장이 들어선다.
| 층수                | 시설                |
| ------------------- | ------------------- |
| 58층 ~ 69층         | 고층부 아파트       |
| 57층                | 피난안전구역        |
| 31층 ~ 56층         | 중층부 아파트       |
| 30층                | 피난안전구역        |
| 2층 ~ 29층          | 저층부 아파트       |
| 1층                 | 로비                |
| 지하 2층 ~ 지하 1층 | 상가전용 지하주차장 |
| 지하 6층 ~ 지하 3층 | 지하주차장          |

## W스퀘어
최고급 주상복합 답게 상가가 지하 1층 ~ 지상 2층의 규모로 엄청나게 크게 지어졌다. W스퀘어라는 이름으로 테라스형/스트리트형 상가가 들어왔고 2층은 테라스형이며 1층은 스트리트형 상가이다. W스퀘어가 부산 최초의 스트리트형 상가이다. 지하 1층부터 지하 6층까지 구성된 주차장중 지하 1층, 지하 2층은 상가전용 주차장으로 이용되고 있다.
상가의 지하 1층에는 이마트가 대형 규모로 입점하고 1층, 2층도 규모가 큰편에 속해서 맘 앤 패밀리 스페이스, 패션 스트리트, 영 스퀘어등의 공간으로 이루어져 있으며 서울의 코엑스, 도쿄의 롯폰기 힐스 등에 버금가는 부산의 랜드마크 쇼핑몰을 목표로 지었다고 한다.

### W스퀘어 내부 시설
주상복합 아파트인 W의 주변에는 W스퀘어가 위치하고 있으며 1층에는 쇼핑, 음식점, 카페, 기타가 있고 2층에는 키즈, 음식점, 카페, 패션/쇼핑, 기타가 들어선다.
| 층수 | 시설 |
| ---- | --- |
| 2층  | 키즈: 키즈 패밀리 용품점, 키즈의류, 키즈신발 및 소품 음식점: 샐러드뷔페, 한식뷔페, 전문식당가, 해외유명식음브랜드, 지역유명식음브랜드, 국내유명식음브랜드, 스트리트푸드, 디저트카페(아이스크림, 빙수, 팥죽 등) 카페: 커피전문점, 브런치카페, 비어펍, 라운지바 패션/쇼핑: 뷰티, 미용실, 피부관리실, 헤어샵, 네일샵, 은행, 증권, PB센터, 캔들매장, 인테리어소품샵, 디퓨져샵, 디자인용품샵 기타: 클리닉(병/의원, 한의원) |
| 1층  | 쇼핑: 스포츠패션샵, 스포츠용품샵, 아웃도어패션샵, 아웃도어용품샵, 기타패션, 화장품, 바디용품, 퍼퓨삽, 부티크패션, 디자이너샵 음식점: 패스트푸드, 스트리트푸드(츄러스, 팝콘, 크레페, 타이야끼 : 일본붕어빵 등) 카페: 커피전문점, 브런치카페, 비어펍, 라운지바 기타: 팬시용품점, 드러그스토어, 편의점, 패션ACC, 구두, 안경, 운행, 증권, PB센터, 동물병원, 애견샵, 약국, 건강용품, 생활펀의시설                          |

## 사건 및 사고
- 2017년 2월 2일 - 58층에서 콘크리트가 떨어졌고 그로 인해 도로에 주행중이던 차량 14대가 파손되었으나, 다행히도 인명 피해는 없었다.[8]
- 2017년 6월 3일 - 60대 이 모씨가 69층에서 배관 작업을 하는 도중 추락하는 사건이 발생했다.[9]
- 2018년 4월 10일 - 용호동 W C동 지하주차장 지하 5층에서 침수사고가 발생했다.[10]

## 대중문화
- TV 도쿄 드라마 - 고독한 미식가 시즌8 연말스페셜
- 더 킹 : 영원의 군주 - 대한제국, 1994년 겨울이 나온다.
- 2021년에 방영된 JTBC 드라마 시지프스 : the myth에 나온다.
- 넷플릭스 드라마 D.P.에 나온다.

## 갤러리

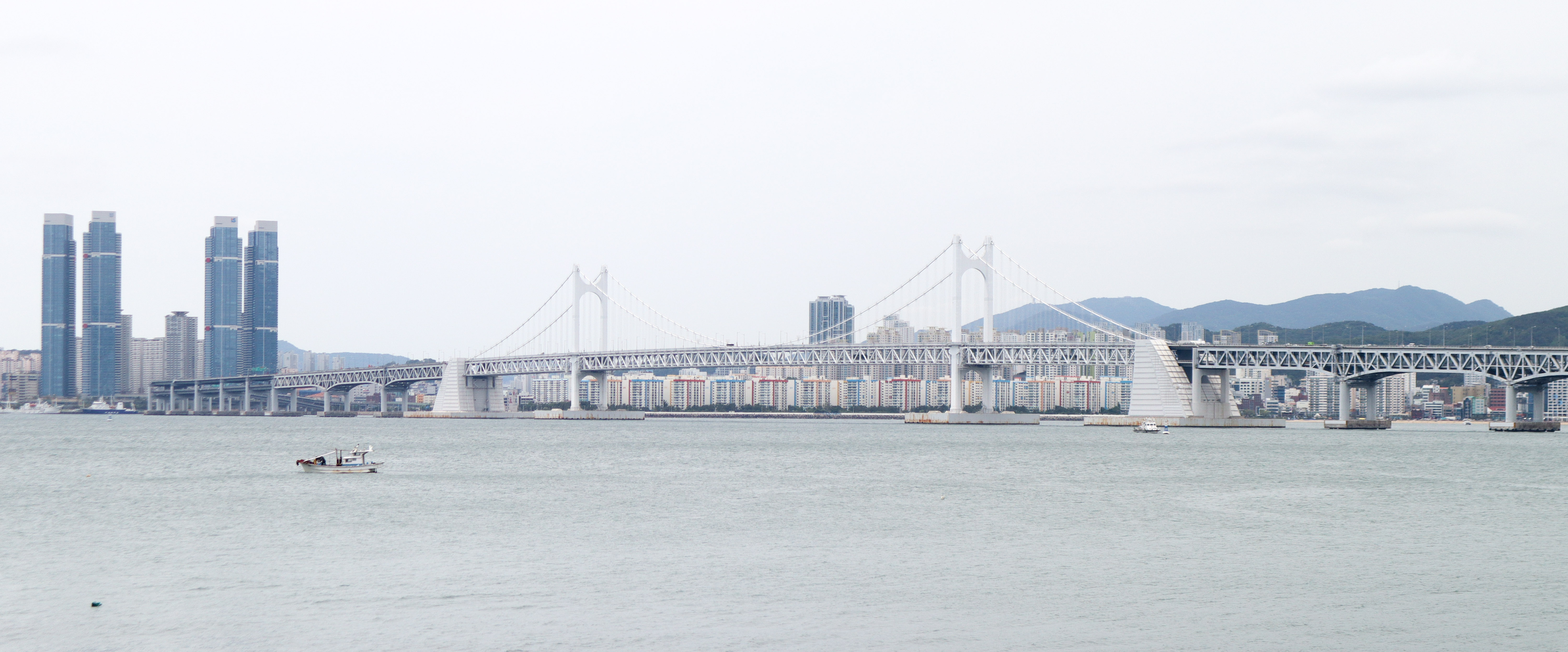
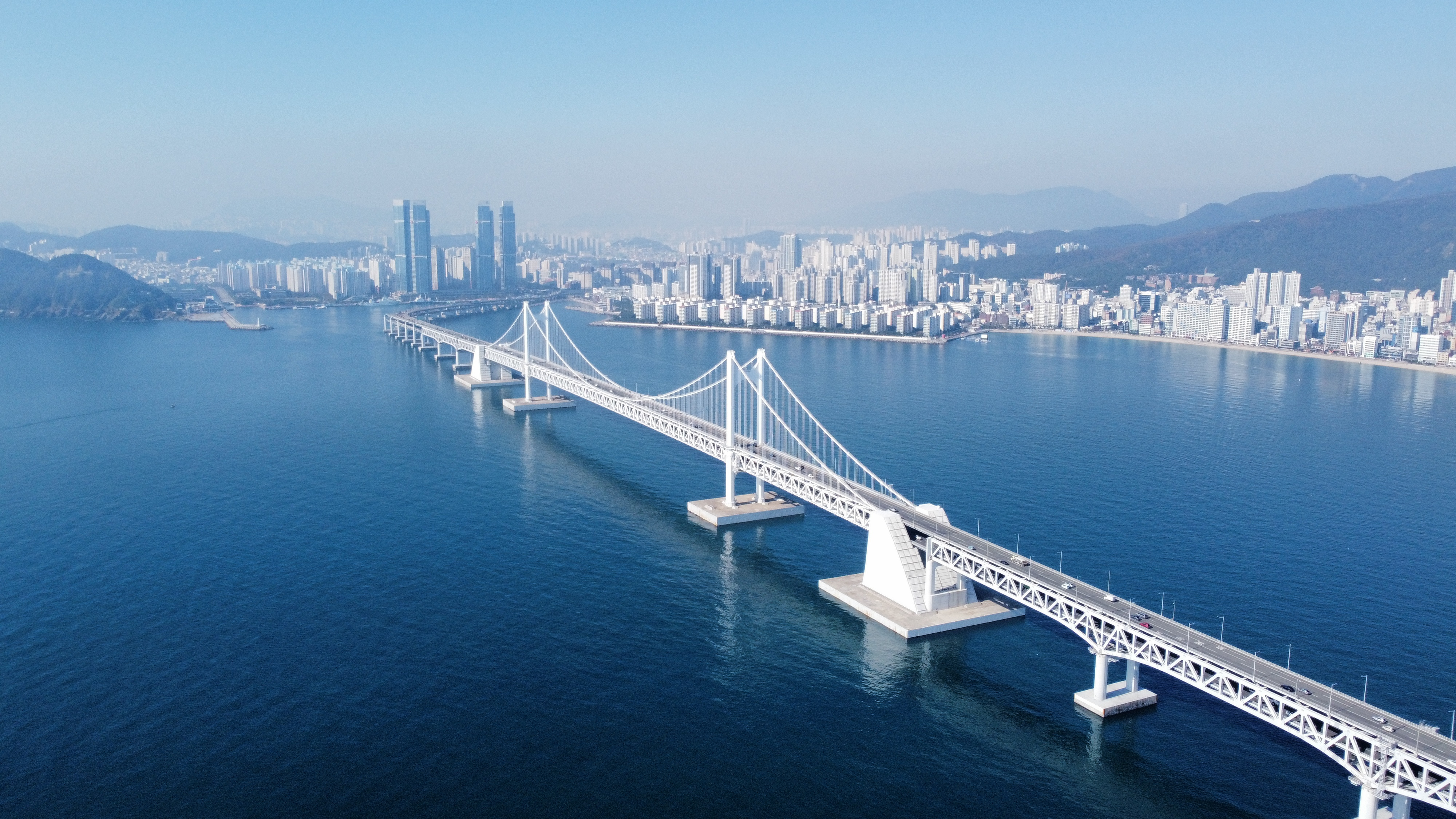
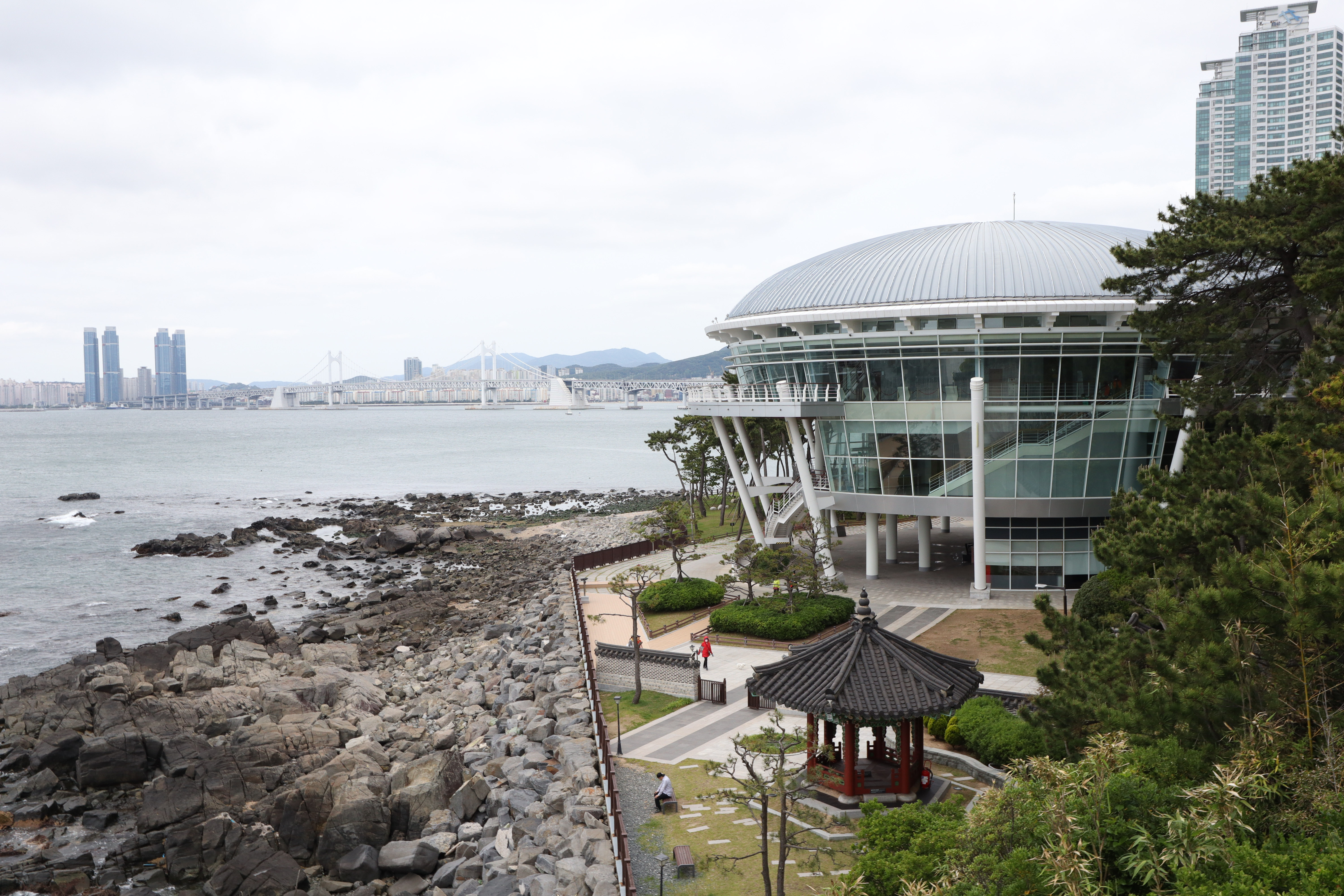
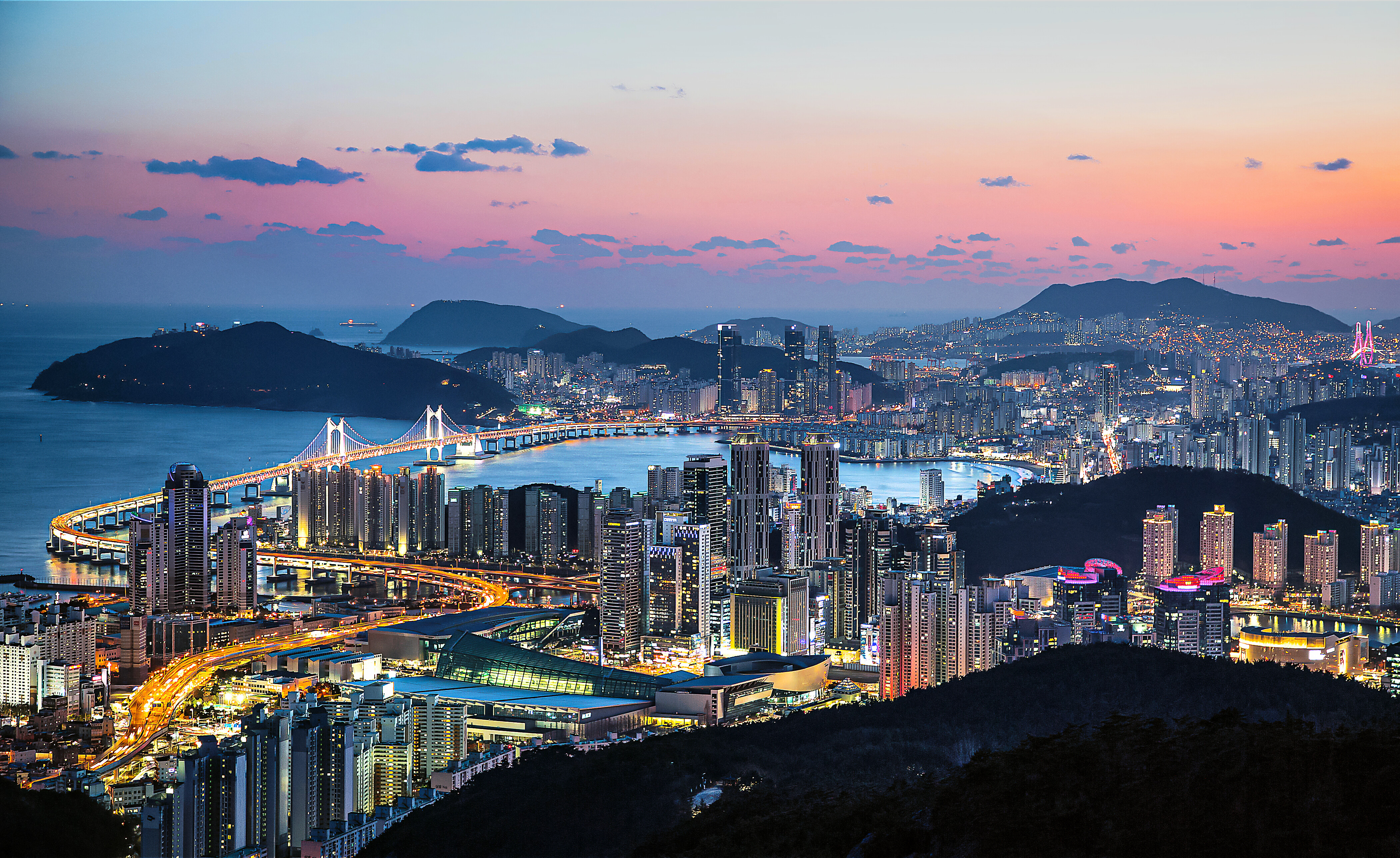
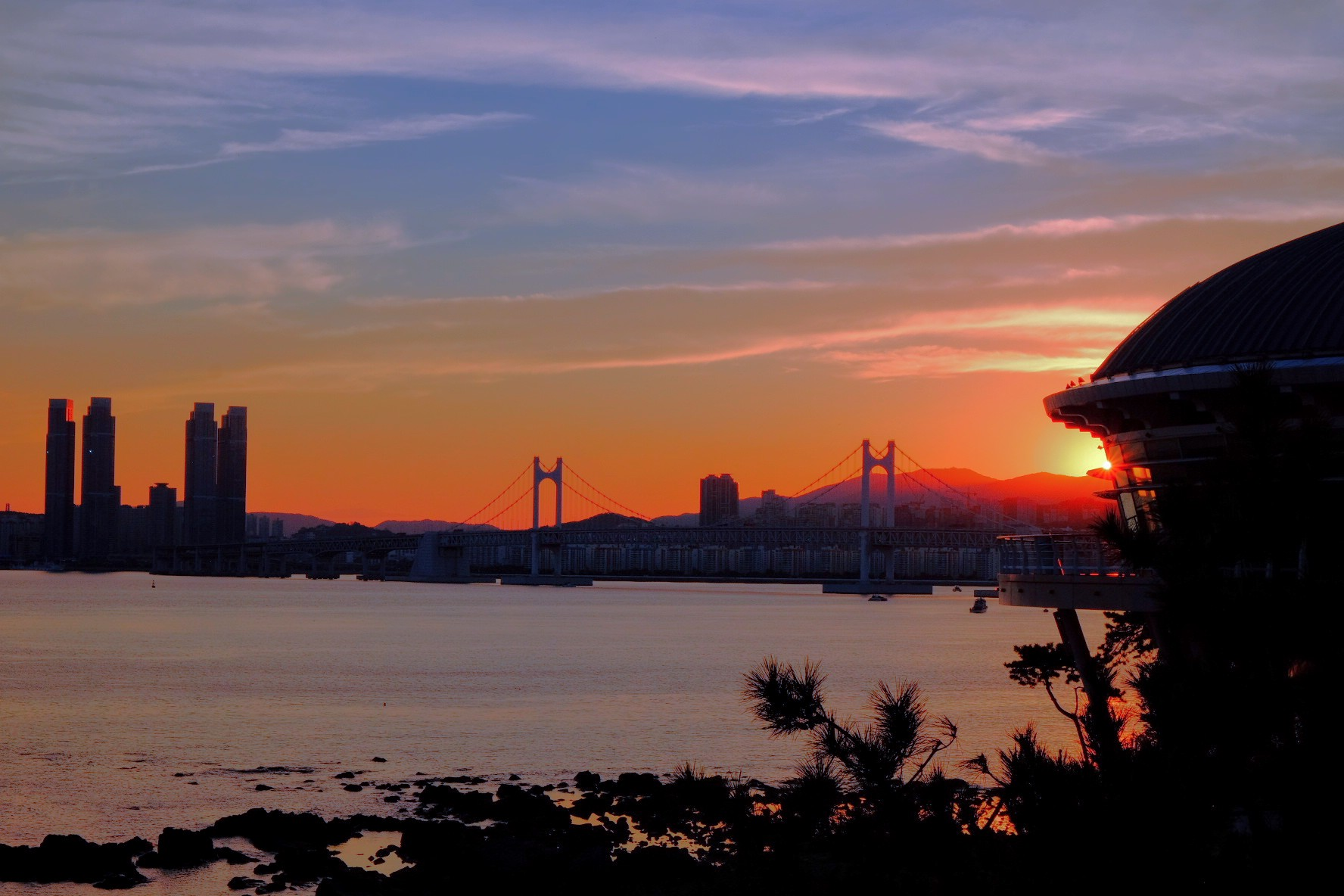
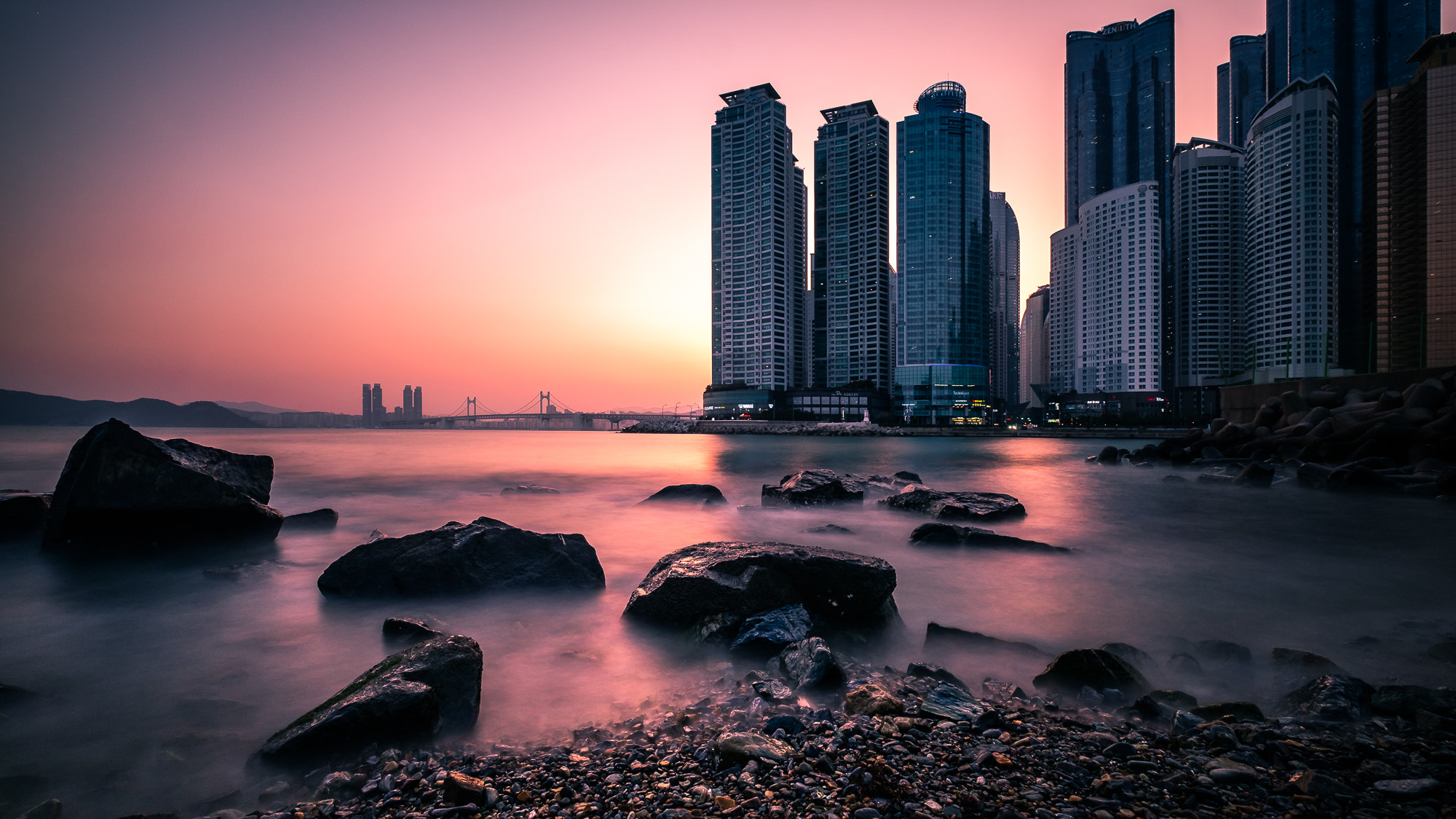
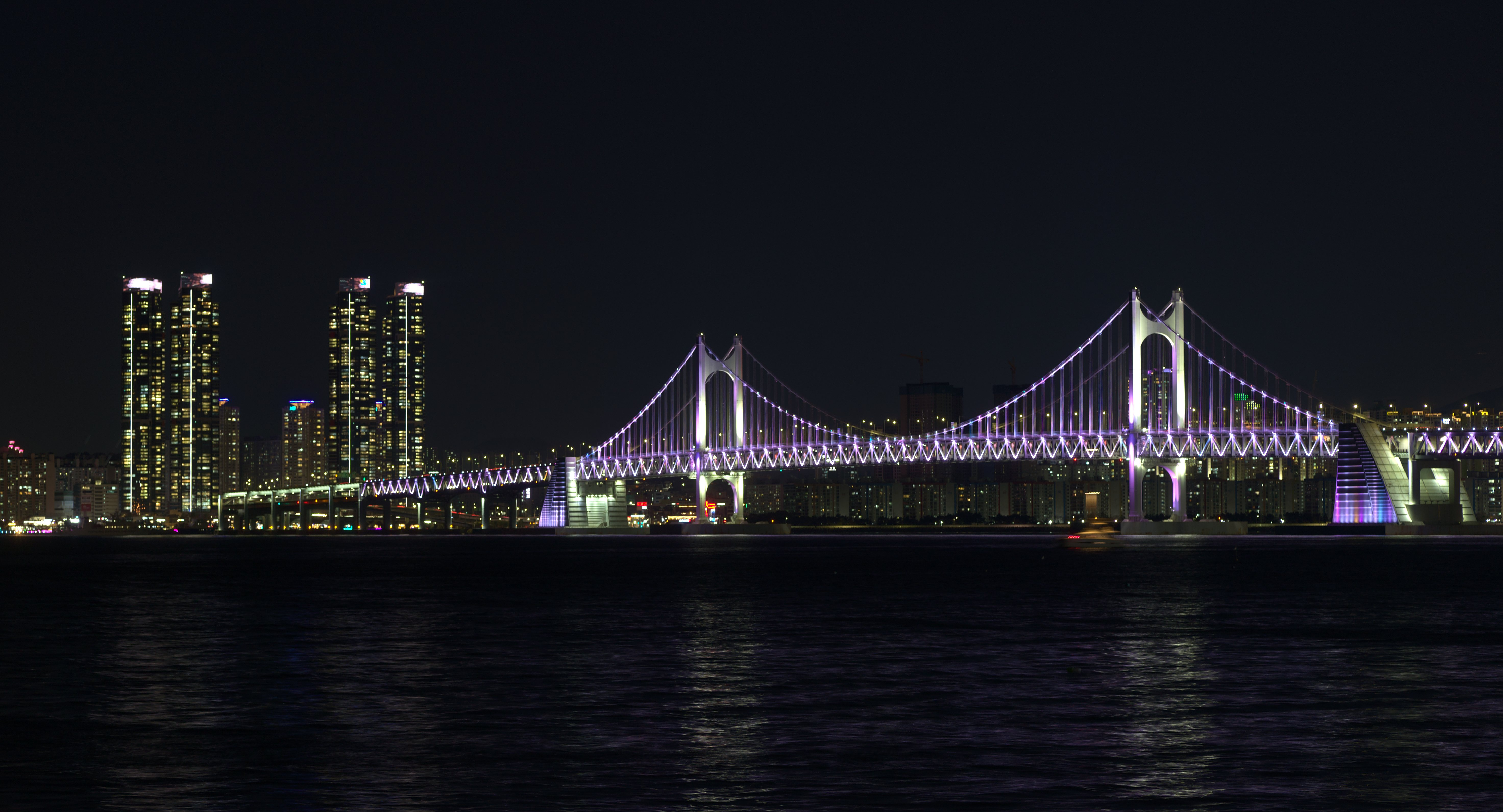
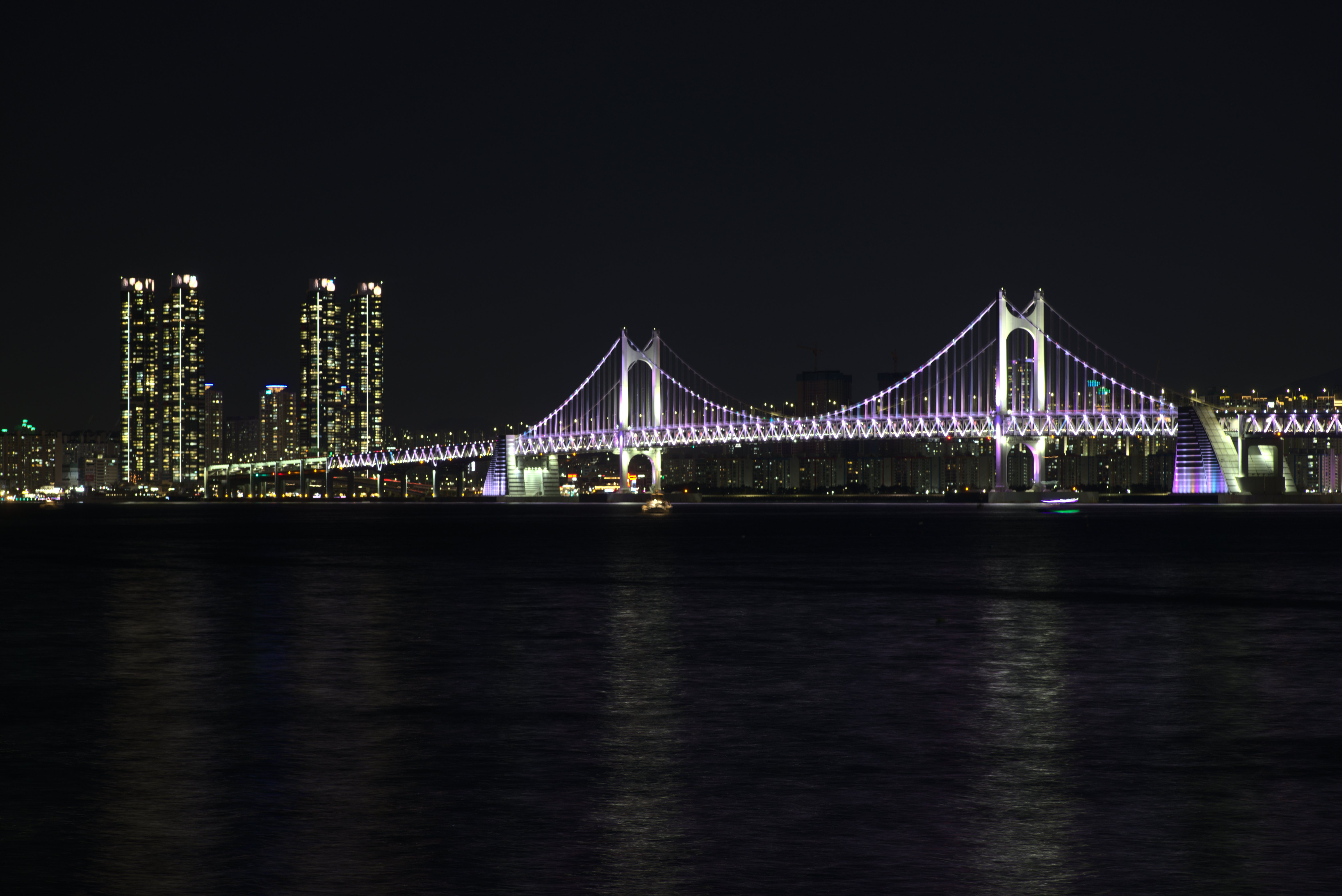

## 같이 보기
- 대한민국의 마천루 목록
- 부산광역시의 마천루 목록
- LG메트로시티
- GS하이츠자이